# Xenopsylla raybouldi
Xenopsylla raybouldi är en loppart som beskrevs av Hubbard 1963. Xenopsylla raybouldi ingår i släktet Xenopsylla och familjen husloppor. Inga underarter finns listade i Catalogue of Life.